# Fifth (đơn vị)

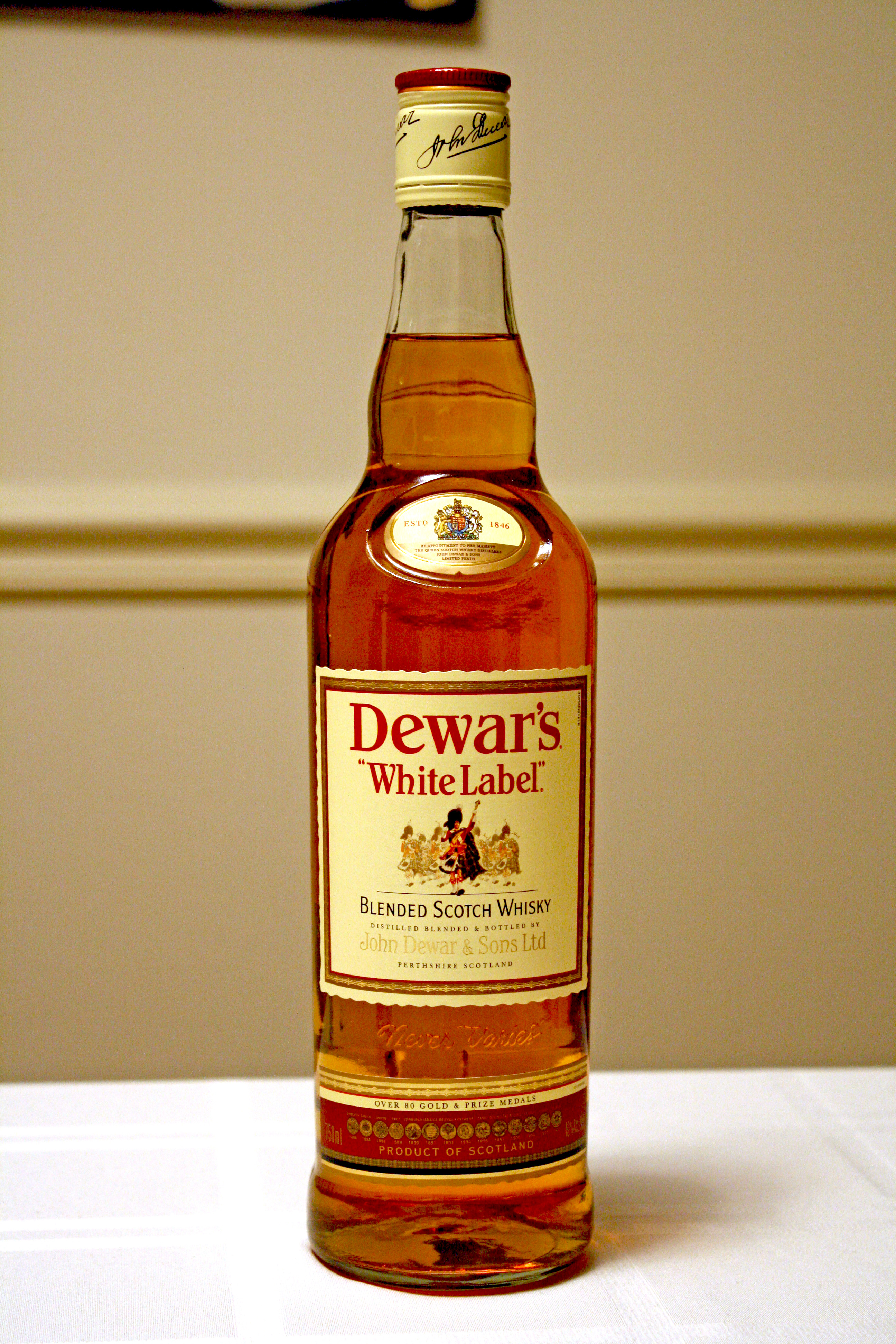
Một fifth của rượu whisky Scotch của Dewar

Fifth là một đơn vị thể tích trước đây sử dụng cho rượu và chưng cất rượu tại Hoa Kỳ, tương đương với một phần năm của một gallon Mỹ, 4⁄5 quart, hoặc 25+3⁄5 ounce chất lỏng Mỹ (757 ml); nó đã được thay thế bởi kích thước chai theo hệ mét 750 ml, đôi khi được gọi là một phần năm hệ mét, là dung tích tiêu chuẩn của chai rượu vang trên toàn thế giới và nhỏ hơn khoảng 1%.

## Lịch sử
Vào cuối thế kỷ 19, rượu ở Mỹ thường được bán trong các chai có vẻ như chứa 1 quart Mỹ (32 fl oz Mỹ; 950 ml)   nhưng trên thực tế chứa ít hơn một quart và được gọi là "fifth", hoặc quart thương mại.
Một phần năm của một gallon là một ngưỡng pháp lý chung cho sự khác biệt giữa bán bằng đồ uống và bán bằng chai hoặc bán buôn, và do đó, sự khác biệt giữa một quán rượu hoặc quán bar và cửa hàng sản phẩm khô.
Fifth là kích thước bình thường của chai đối với đồ uống chưng cất ở Hoa Kỳ cho đến năm 1980. Đơn vị có thẩm quyền khác dựa trên fifth bao gồm 4⁄5 pint và 1⁄10 pint.
Trong những năm 1970, đã có một sự thúc đẩy để đo lường các tiêu chuẩn của chính phủ Hoa Kỳ. Năm 1975, Cục Rượu, Thuốc lá và Vũ khí, hợp tác với Hội đồng rượu mạnh chưng cất của Hoa Kỳ, đã đề xuất kích thước chai tiêu chuẩn theo hệ mét để có hiệu lực vào tháng 1 năm 1979 và các tiêu chuẩn này đã được đưa vào Tiêu đề 27 của Bộ luật Quy định Liên bang. Các kích thước này là 50, 100, 200, 375 (355 cho lon), 500 (cho đến tháng 6 năm 1989), 750, 1000 và 1750 ml.